# Szinevéri-tó
A Szinevéri-tó (ukránul Озеро Синевир [Ozero Szinevir]) az Északkeleti-Kárpátok legnagyobb tava, a Talabor folyó völgye fölött, a tengerszint felett 989 méter magasan, a Tóhegy lábánál található. Kb. 10 ezer évvel ezelőtt, a Würm-glaciális után alakult ki a folyómedret elzáró földcsuszamlás következtében. Három forrás táplálja vízével. A tó területe 4–7 hektár, közepes mélysége 8–10 m, legnagyobb mélysége 22 m. A tó méretei az évszaktól és a vízhozamtól függően változnak. A víz hőmérséklete 12–18 °C, itt honos a szivárványos, folyami és tavi pisztráng. Vízinövények csak a part menti sávban élnek. A tó környékét bükkel kevert fenyőerdő borítja. A tóból lefolyó vizet a Szinevér patak vezeti a Talaborba.
Elnevezése ruszin eredetű. A ruszin Szinevir első tagja sötétkéket, utolsó tagja örvényt jelent. Ezt az elnevezést először a Felsőszinevérnél folyó Talabor folyóra használták, csak később vált a folyó fölött elhelyezkedő tó nevévé.
A Szinevéri-tó környéke 1989 óta természetvédelmi terület. A Szinevéri Nemzeti Park területe 40,4 ha, és 500–1700 méterrel a tengerszint felett húzódik a Gorgánok hegyeiben, ahol a Tisza jobb oldali mellékfolyója, a Talabor ered. A nemzeti park területén mintegy 800 féle növényfaj található meg, közöttük különlegességnek számít a görbe törzsű hegyi tölgy.

## Külső hivatkozások
- Szinevéri-tó (csehül)
- Szinevári Nemzeti Park leírása (ukránul)